# Axcaco
Axcaco es una localidad de México localizada en el municipio de Huejutla de Reyes en el estado de Hidalgo.

## Geografía
Se encuentra en la región geográfica de la Huasteca hidalguense. A la localidad le corresponden las coordenadas geográficas 21° 04’ 12.613” de latitud norte y 98° 32’ 26.488” de longitud oeste, con una altitud de 619 m s. n. m. Cuenta con un clima semicálido húmedo con lluvias todo el año.
En cuanto a fisiografía se encuentra dentro de la provincia de la Sierra Madre Oriental, dentro de la subprovincia del Carso Huasteco; su terreno es de sierra. En lo que respecta a la hidrografía se encuentra posicionado en la región de Pánuco, dentro de la cuenca del río Moctezuma, en la subcuenca de río Los Hules.

## Demografía
En 2020 registró una población de 916 personas, lo que corresponde al 0.72 % de la población municipal. De los cuales 455 son hombres y 461 son mujeres.
| Gráfica de evolución demográfica de Axcaco entre 1970 y 2020                                 |
|                                                                                              |
| Población de los censos y conteos del Instituto Nacional de Estadística y Geografía (INEGI). |